# Cordylonotum formicarium
Cordylonotum formicarium är en mångfotingart som beskrevs av Carl Graf Attems 1952. Cordylonotum formicarium ingår i släktet Cordylonotum och familjen fingerdubbelfotingar. Inga underarter finns listade i Catalogue of Life.